# Arma (genere)
Arma Hahn, 1832 è un genere di insetti dell'ordine Rhynchota Heteroptera, compreso nella sottofamiglia Asopinae.
Delle specie, rinvenute nella più vasto continente eurasiatico, due sono presenti in Europa, Arma custos Fabricius, 1794, che è tipo nomenclaturale del genere, e Arma insperata Horváth, 1899.

## Tassonomia
- Arma custos Fabricius, 1794
- Arma ferruginea (Hsiao & Cheng, 1977)
- Arma insperata Horváth, 1899
- Arma koreana Josifov & Kerzhner, 1978
- Arma maculata Zheng, 1980
- Arma tubercula (Yang, 1935)
- Arma velata Walker, 1868